# Бофенден
Бофенден (нім. Bovenden) — громада в Німеччині, розташована в землі Нижня Саксонія. Входить до складу району Геттінген.
Площа — 63,59 км2. Населення становить 13 972 ос. (станом на 31 грудня 2021).